# أوستين كلود تايلور
أوستين كلود تايلور (بالإنجليزية: Austin Claude Taylor)‏ هو فلاح وسياسي كندي، ولد في 20 يونيو 1893 في ساليسبوري في كندا، وتوفي في 17 يناير 1965. حزبياً، نشط في الحزب الليبرالي الكندي. وقد انتخب عضو الجمعية التشريعية لنيو برونزويك ‏ وانتخب عضو مجلس الشيوخ الكندي.